# Ochthebius alpheius
Ochthebius alpheius är en skalbaggsart som beskrevs av Emile Janssens 1959. Ochthebius alpheius ingår i släktet Ochthebius och familjen vattenbrynsbaggar. Inga underarter finns listade i Catalogue of Life.